# 小尾魨
小尾魨，水族業者俗稱紅木瓜狗頭，為輻鰭魚綱魨形目四齒魨亞目四齒魨科的其中一種，為熱帶淡水魚，分布於非洲剛果河流域，體長可達15公分，棲息在底層水域，以魚和甲殼動物為食，以埋伏突襲方式捕獵。因為不同品種有融入底土的體色，牠特殊的發色表現可以當作觀賞魚。

## 扩展阅读
維基物種上的相關：小尾魨